# Santa Eufémia (Pinhel)
Santa Eufêmia is een plaats (freguesia) in de Portugese gemeente Pinhel en telt 194 inwoners (2001).